# Human Orchestra
『Human Orchestra』（ヒューマン・オーケストラ）は、tacicaの1枚目のミニアルバム。2007年2月3日に自主制作盤が発売され、同年6月27日に特別紙ジャケット仕様のものが発売された。2008年1月17日からLilBalletよりプラスチックケースの通常盤として発売している。

## 解説
tacicaとして初めてリリースされたアルバムで、後のメジャーデビューアルバム『parallel park』にも収録された「HERO」を含む全5曲で構成されたミニアルバムである。初シングル「アナフィラキシー」に収録されている2曲はいずれも未収録。
歌詞カードは通常盤にのみ封入されている。

## 収録曲
全作詞：猪狩翔一 全作曲：tacica
1. HERO
2. クローバー
3. アシュレー
4. オオカミと月と深い霧
5. 熱帯夜